# Scytodes subthoracica
Scytodes subthoracica är en spindelart som beskrevs av Embrik Strand 1906. Scytodes subthoracica ingår i släktet Scytodes och familjen spottspindlar.
Artens utbredningsområde är Kamerun. Inga underarter finns listade i Catalogue of Life.